# Pseudapoderus tenuicolus
Pseudapoderus tenuicolus es una especie de coleóptero de la familia Attelabidae.

## Distribución geográfica
Habita en Camerún y Níger.